# سوکینولول
سوکینولول (انگلیسی: Soquinolol) یک آنتاگونیست گیرنده بتا آدرنرژیک است.